# De Clomp
De Clomp is een buurt in Zeist, in de wijk Zeist-West. De Clomp is gebouwd in 1976 als wijkcentrum voor Zeist-West. Er is een tiental winkels gevestigd, twee supermarkten, een grote sporthal, een kerk en een moskee.
In De Clomp staan weinig woningen en er zijn dus ook weinig inwoners: in 2023 455 inwoners en 238 woningen. De inwoners van de De Clomp zijn vooral oudere mensen.

## Toekomst
Er is een project gestart voor herontwikkeling van winkelcentrum De Clomp, waarbij naast winkelruimte ook woningen worden gerealiseerd. Volgens de planning wordt het project in 2021 afgerond.

## Moskee
Zeist kent meerdere moskeeën. De moskee in De Clomp is de grootste.

## Trivia
De naam van de wijk is een vernoeming naar de voormalige buurtschap Clompje. Deze bevond zich in de omgeving van de Koppeldijk en herbergde o.a. een molen, herberg 't Clompje en een sluis in de Grift, die nu naast Basisschool De Sluis ligt.